# Nelinho (mozambicki piłkarz)
Nasser Amade Carimo znany jako Nelinho (ur. 18 maja 1971 w Maputo) – mozambicki piłkarz grający na pozycji pomocnika. W swojej karierze rozegrał 46 meczów i strzelił 1 gola w reprezentacji Mozambiku.

## Kariera klubowa
Swoją karierę piłkarską Nelinho rozpoczął w klubie Grupo Desportivo. W 1995 roku zadebiutował w jego barwach w pierwszej lidze mozambickiej. W debiutanckim sezonie wywalczył mistrzostwo Mozambiku. W latach 1996–2003 występował w CD Costa do Sol. Dwukrotnie wywalczył mistrzostwo kraju w sezonach 1999/2000 i 2000/2001, trzykrotnie wicemistrzostwo w sezonach 1997, 1998/1999 i 2003 oraz cztery Puchary Mozambiku w sezonach 1997, 1998/1999, 1999/2000 i 2002. W 2004 roku był piłkarzem Ferroviário Maputo i zdobył z nim puchar kraju. W latach 2005–2010 był graczem Grupo Desportivo, w którym zakończył karierę. Wywalczył z nim mistrzostwo Mozambiku w sezonie 2006, dwa wicemistrzostwa w sezonach 2007 i 2009 oraz Puchar Mozambiku w 2006.

## Kariera reprezentacyjna
W reprezentacji Mozambiku Nelinho zadebiutował 2 sierpnia 1998 w zremisowanym 0:0 meczu kwalifikacji do Pucharu Narodów Afryki 2000 z Botswaną, rozegranym w Gaborone. Od 1998 do 2010 wystąpił w kadrze narodowej 46 razy i strzelił 1 gola.